# Huraa (Kaafu-atol)
Huraa is een van de bewoonde eilanden van het Kaafu-atol behorende tot de Maldiven.

## Demografie
Huraa telt (stand maart 2007) 360 vrouwen en 388 mannen.